# Thomas Rhett
Thomas Rhett Akins jr. (Valdosta, 30 maart 1990) is een Amerikaanse singer-songwriter. Hij is de zoon van zanger Rhett Akins. Rhett heeft vier studioalbums uitgebracht voor Big Machine Records' Valory Music: It Goes Like This (2013), Tangled Up (2015), Life Changes (2017) en Center Point Road (2019). Zijn laatste twee albums waren genomineerd voor een Grammy Award voor «Best Country Album» in 2017 en 2019. Zijn vier albums hebben negentien singles geproduceerd in de Billboard Hot Country en Country Airplay-hitlijsten, waarvan er vijftien de #1-positie bereikten in de laatste hitlijsten: It Goes Like This, Get Me Some of That, Make Me Wanna, Crash and Burn, Die a Happy Man, T-Shirt, Star of the Show, Craving You, Unforgettable, Marry Me, Life Changes, Sixteen, Remember You Young, Look What God Gave Her en Beer Can't Fix. Naast veel van zijn eigen materiaal heeft Rhett singles geschreven voor onder andere Jason Aldean, Lee Brice, Florida Georgia Line, LoCash en Michael Ray.

## Biografie
Rhett werd geboren in Valdosta, Georgia, als zoon van Paige Braswell en countryzanger Rhett Akins en groeide op met de bekendheid van andere zangers, waaronder Tim McGraw en Brooks & Dunn. Hij heeft een jongere zus, Kasey, en een jongere halfbroer van vaderskant, Brody James Akins, geboren op 13 maart 2020. Zijn overgrootvader van vaders kant was Libanees.
Nadat hij had leren drummen tijdens het bijwonen van de middelbare school, zou Rhett later met zijn vader het podium op gaan en spelen. Op de middelbare school maakte hij deel uit van de band The High Heeled Flip Flops. Rhett ging naar Lipscomb University in Nashville (Tennessee) om communicatie te studeren. Hij stopte met studeren op 20-jarige leeftijd om een carrière in de muziek na te streven. Vervolgens accepteerde hij een publicatieovereenkomst van de Big Machine Label Group om liedjes te schrijven.

### Songwriting
Rhett schreef mee aan het nummer I Ain't Ready to Quit op Jason Aldeans album My Kinda Party uit 2010 en tekende een platencontract met Big Machine Records' Valory Music Group-divisie in 2011. De eerste 21 weken stond het album in de top 40 van de Billboard 200. Het heeft ook 1,7 miljoen exemplaren verkocht in de eerste jaren van uitgave. Rhett schreef ook mee aan de singles 1994 van Jason Aldean, Parking Lot Party door Lee Brice en Round Here door Florida Georgia Line, allen uit 2013. Tijdens de hitlijstweek van 21 september 2013 bevatte de hitlijst Country Airplay vijf nummers in de top 10 die Rhett en zijn vader samen hadden geschreven, waaronder It Goes Like This.

### 2012–2015:It Goes Like This
Begin 2012 bracht hij zijn debuutsingle Something to Do with My Hands uit, later dat jaar gevolgd door Beer with Jesus. Beiden haalden de top 30 in de Hot Country Songs hitlijsten. Zijn derde single It Goes Like This stond bovenaan de Country Airplay-lijst en bereikte ook een hoogtepunt op #2 in de Hot Country Songs. Zijn debuutalbum It Goes Like This werd uitgebracht op 29 oktober 2013. De vierde single Get Me Some of That werd begin 2014 Rhetts tweede #1-single. De vijfde single Make me Wanna van het album werd op 4 augustus 2014 uitgebracht op de countryradio. Het bereikte #1 in de Country Airplay-hitlijst op 7 maart 2015. Tussen de twee singles door zong Rhett gastvocalen samen met Justin Moore op Small Town Throwdown van Brantley Gilbert.

### 2015–2017:Tangled Up
Op 7 april 2015 bracht Rhett de single Crash and Burn uit, die diende als de eerste single van zijn tweede studioalbum. Het album Tangled Up werd uitgebracht op 25 september. Het bereikte #1 in de Country Airplay-hitlijst in september 2015. De tweede single Die a Happy Man van het album werd op 28 september 2015 uitgebracht op de countryradio. Het bereikte #1 in de Country Airplay, Hot Country Songs en Canada Country hitlijsten in december 2015 en januari 2016. Het bleef 8 weken op #1 in de Country Airplay-hitlijst en werd het tweede nummer in de chartgeschiedenis. De derde single T-Shirt van het album werd op 16 februari 2016 uitgebracht op de countryradio. Hij bereikte #1 in de Country Airplay in juni 2016, maar kreeg slechte recensies die de lyrische inhoud bekritiseerden. De vierde single Vacation van het album werd op 13 juni 2016 uitgebracht op de countryradio. De vijfde single van het album met de Deluxe Version Star of the Show werd op 3 oktober 2016 uitgebracht op de countryradio.

### 2017-heden:Life ChangesenCentre Point Road
Op 8 september bracht Rhett zijn derde studioalbum Life Changes uit. Het bevat de hitsingles Craving You met Maren Morris, Unforgettable en Marry Me. Het titelnummer werd op 16 april 2018 als vierde single van het album uitgebracht. De vijfde single van het album was Sixteen. Op 1 maart 2019 bracht Rhett Look What God Gave Her uit als de eerste single van zijn aanstaande vierde studioalbum Center Point Road. De volgende avond, bij Saturday Night Live, speelde Rhett nog een nieuw nummer van het album, genaamd Don't Threaten Me With a Good Time. Het album werd op 31 mei uitgebracht. Remember You Young is de tweede single van het album.

## Privéleven
Rhett trouwde op 12 oktober 2012 met Lauren Akins. Ze kondigden aan dat ze samen een kind verwachtten en het meisje Willa Gray Akins uit Oeganda adopteerden (geb. 1 november 2015) op 12 mei 2017. Op 12 augustus 2017 verwelkomden ze hun tweede dochter Ada James Akins. De twee kregen later nog een dochtertje, Lennon Love op 10 februari 2020.
Rhett noemt zijn vrouw en dochters in zijn nummer Life Changes en ze verschijnen in de videoclip met hem. Hij nam ze ook op in zijn video voor Look What God Gave Her. Op 23 juli 2019 kondigde Rhett aan dat hij en zijn vrouw hun derde dochter verwachtten, Lennon Love Akins, die werd geboren op 10 februari 2020.
Rhett nam de «Entertainer of the Year»-prijs in ontvangst waarvoor hij op 16 september 2020 een band had met Carrie Underwood in de 55e Academy of Country Music Awards. Beide ouders van Rhett zijn sindsdien gescheiden en hertrouwd. Rhett heeft een halfbroer via zijn moeder, Tyler Lankford (geboren in april 2005) en nog een via zijn vader, Brody James Akins (geboren in maart 2020, en dus jonger dan alle drie zijn nichtjes).

## Tournees
Headlining
- 2017: Home Team Tour[18]
- 2018: Life Changes Tour
- 2019: Very Hot Summer Tour
- 2020: Center Point Road Tour [19]

Supporting
- 2012: Own the Night Tour met Lady Antebellum
- 2013: Night Train Tour met Jason Aldean en Jake Owen
- 2015: Anything Goes Tour met Florida Georgia Line en Frankie Ballard
- 2015: Suits & Boots Tour (co-headlining) met Brett Eldredge
- 2016: We Were Here Tour met Jason Aldean
- 2016: C2C: Country to Country met Miranda Lambert, Dwight Yoakam en Ashley Monroe
- 2016: Six String Circus Tour met Jason Aldean

## Prijzen en nominaties
| Jaar | Ceremonie                         | Categorie                              | Ontvanger/werk                                                               | Resultaat     | Ref    |
| ---- | --------------------------------- | -------------------------------------- | ---------------------------------------------------------------------------- | ------------- | ------ |
| 2013 | American Country Awards           | New Artist of the Year                 | Thomas Rhett                                                                 | Genomineerd   | [ 20 ] |
| 2014 | iHeartRadio Music Awards          | Country Song of the Year               | It Goes Like This                                                            | Genomineerd   | [ 21 ] |
| 2014 | CMT Music Awards                  | Video of the Year                      | It Goes Like This                                                            | Genomineerd   | [ 22 ] |
| 2014 | CMT Music Awards                  | Breakthrough Video of the Year         | It Goes Like This                                                            | Genomineerd   | [ 22 ] |
| 2014 | Country Music Association Awards  | New Artist of the Year                 | Thomas Rhett                                                                 | Genomineerd   | [ 23 ] |
| 2014 | American Country Countdown Awards | Breakthrough Artist of the Year        | Thomas Rhett                                                                 | Genomineerd   | [ 24 ] |
| 2015 | Academy of Country Music Awards   | New Artist of the Year                 | Thomas Rhett                                                                 | Genomineerd   | [ 25 ] |
| 2015 | CMT Music Awards                  | Collaborative Video of the Year        | Small Town Throwdown (gedeeld met Brantley Gilbert & Justin Moore)           | Genomineerd   |        |
| 2015 | BMI Country Awards                | Top 50 Songs                           | Make Me Wanna                                                                | Gewonnen      | [ 26 ] |
| 2015 | Country Music Association Awards  | New Artist of the Year                 | Thomas Rhett                                                                 | Genomineerd   | [ 27 ] |
| 2016 | iHeartRadio Music Awards          | Country Artist of the Year             | Thomas Rhett                                                                 | Genomineerd   | [ 28 ] |
| 2016 | iHeartRadio Music Awards          | Best Lyrics                            | Die a Happy Man                                                              | Genomineerd   | [ 28 ] |
| 2016 | American Music Awards             | Favorite Song                          | Die a Happy Man                                                              | Genomineerd   | [ 29 ] |
| 2016 | American Music Awards             | Favorite Country Male Artist - Country | Thomas Rhett                                                                 | Genomineerd   | [ 29 ] |
| 2016 | Academy of Country Music Awards   | New Male Vocalist of the Year          | Thomas Rhett                                                                 | Genomineerd   | [ 30 ] |
| 2016 | Academy of Country Music Awards   | Album of the Year                      | Tangled Up                                                                   | Genomineerd   | [ 30 ] |
| 2016 | Academy of Country Music Awards   | Single Record of the Year              | Die a Happy Man                                                              | Gewonnen      | [ 30 ] |
| 2016 | Country Music Association Awards  | Single of the Year                     | Die a Happy Man                                                              | Genomineerd   | [ 31 ] |
| 2016 | Country Music Association Awards  | Song of the Year                       | Die a Happy Man                                                              | Gewonnen      | [ 31 ] |
| 2016 | Billboard Music Awards            | Top Country Song                       | Die a Happy Man                                                              | Gewonnen      | [ 32 ] |
| 2017 | Grammy Awards                     | Best Country Song                      | Die a Happy Man                                                              | Genomineerd   | [ 33 ] |
| 2017 | iHeartRadio Music Awards          | Country Artist of the Year             | Thomas Rhett                                                                 | Gewonnen      | [ 28 ] |
| 2017 | iHeartRadio Music Awards          | Country Song of the Year               | "T-Shirt"                                                                    | Genomineerd   | [ 28 ] |
| 2017 | Academy of Country Music Awards   | Male Vocalist of the Year              | Thomas Rhett                                                                 | Gewonnen      | [ 34 ] |
| 2017 | Academy of Country Music Awards   | Song of the Year                       | Die a Happy Man                                                              | Gewonnen      | [ 34 ] |
| 2017 | CMT Music Awards                  | Video of the Year                      | Star of the Show                                                             | Genomineerd   | [ 35 ] |
| 2017 | CMT Music Awards                  | Male Video of the Year                 | Star of the Show                                                             | Genomineerd   | [ 35 ] |
| 2017 | CMT Music Awards                  | CMT Performance of the Year            | Close (met Nick Jonas)                                                       | Genomineerd   | [ 35 ] |
| 2017 | Teen Choice Awards                | Choice Country Song                    | Craving You (feat. Maren Morris)                                             | Genomineerd   | [ 36 ] |
| 2017 | Country Music Association Awards  | Musical Event of the Year              | Craving You (feat. Maren Morris)                                             | Genomineerd   | [ 37 ] |
| 2017 | Country Music Association Awards  | Music Video of the Year                | Craving You (feat. Maren Morris)                                             | Genomineerd   | [ 37 ] |
| 2017 | Country Music Association Awards  | Male Vocalist of the Year              | Thomas Rhett                                                                 | Genomineerd   | [ 37 ] |
| 2017 | American Music Awards             | Favorite Male Artist - Country         | Thomas Rhett                                                                 | Genomineerd   | [ 38 ] |
| 2018 | Grammy Awards                     | Best Country Album                     | Life Changes                                                                 | Genomineerd   | [ 39 ] |
| 2018 | iHeartRadio Music Awards          | Country Artist of the Year             | Thomas Rhett                                                                 | Gewonnen      | [ 40 ] |
| 2018 | iHeartRadio Music Awards          | Country Song of the Year               | Unforgettable                                                                | Genomineerd   | [ 40 ] |
| 2018 | Academy of Country Music Awards   | Male Vocalist of the Year              | Thomas Rhett                                                                 | Genomineerd   | [ 41 ] |
| 2018 | Academy of Country Music Awards   | Album of the Year                      | Life Changes                                                                 | Genomineerd   | [ 41 ] |
| 2018 | Academy of Country Music Awards   | Video of the Year                      | Marry Me                                                                     | Genomineerd   | [ 41 ] |
| 2018 | Academy of Country Music Awards   | Vocal Event of the Year                | Craving You (feat. Maren Morris)                                             | Genomineerd   | [ 41 ] |
| 2018 | Billboard Music Awards            | Top Country Artist                     | Thomas Rhett                                                                 | Genomineerd   | [ 42 ] |
| 2018 | Billboard Music Awards            | Top Country Male Artist                | Thomas Rhett                                                                 | Genomineerd   | [ 42 ] |
| 2018 | Billboard Music Awards            | Top Country Album                      | Life Changes                                                                 | Genomineerd   | [ 42 ] |
| 2018 | CMT Music Awards                  | Video of the Year                      | Marry Me                                                                     | Genomineerd   | [ 43 ] |
| 2018 | CMT Music Awards                  | Collaborative Video of the Year        | Craving You (feat. Maren Morris)                                             | Genomineerd   | [ 43 ] |
| 2018 | CMT Music Awards                  | Male Video of the Year                 | Marry Me                                                                     | Genomineerd   | [ 43 ] |
| 2018 | Country Music Association Awards  | Male Vocalist of the Year              | Thomas Rhett                                                                 | Genomineerd   | [ 44 ] |
| 2018 | Country Music Association Awards  | Album of the Year                      | Life Changes                                                                 | Genomineerd   | [ 44 ] |
| 2018 | Country Music Association Awards  | Music Video of the Year                | Marry Me                                                                     | Gewonnen      | [ 44 ] |
| 2018 | American Music Awards             | Favorite Male Artist - Country         | Thomas Rhett                                                                 | Genomineerd   | [ 45 ] |
| 2018 | American Music Awards             | Favorite Album - Country               | Life Changes                                                                 | Genomineerd   | [ 45 ] |
| 2019 | iHeartRadio Music Awards          | Country Artist of the Year             | Thomas Rhett                                                                 | Genomineerd   | [ 46 ] |
| 2019 | Academy of Country Music Awards   | Male Artist of the Year                | Thomas Rhett                                                                 | Gewonnen      | [ 47 ] |
| 2019 | CMT Music Awards                  | Male Video of the Year                 | Life Changes                                                                 | Genomineerd   |        |
| 2019 | Teen Choice Awards                | Choice Country Artist                  | Thomas Rhett                                                                 | Genomineerd   | [ 48 ] |
| 2019 | Teen Choice Awards                | Choice Country Song                    | Look What God Gave Her                                                       | Genomineerd   | [ 48 ] |
| 2019 | Country Music Association Awards  | Male Vocalist of the Year              | Thomas Rhett                                                                 | Genomineerd   | [ 44 ] |
| 2019 | Country Music Association Awards  | Album of the Year                      | Center Point Road                                                            | Genomineerd   | [ 44 ] |
| 2019 | American Music Awards             | Favorite Male Artist - Country         | Thomas Rhett                                                                 | Genomineerd   | [ 44 ] |
| 2020 | Grammy Awards                     | Best Country Album                     | Center Point Road                                                            | Genomineerd   | [ 39 ] |
| 2020 | iHeartRadio Music Awards          | Country Artist of the Year             | Thomas Rhett                                                                 | Genomineerd   |        |
| 2020 | Academy of Country Music Awards   | Entertainer of the Year                | Thomas Rhett                                                                 | Gewonnen      | [ 41 ] |
| 2020 | Academy of Country Music Awards   | Album of the Year                      | Center Point Road                                                            | Genomineerd   | [ 41 ] |
| 2020 | Academy of Country Music Awards   | Male Artist of the Year                | Thomas Rhett                                                                 | Genomineerd   | [ 41 ] |
| 2020 | Academy of Country Music Awards   | Video of the Year                      | Remember You Young                                                           | Gewonnen      | [ 41 ] |
| 2020 | CMT Music Awards                  | Video of the Year                      | Remember You Young                                                           | in afwachting | [ 49 ] |
| 2020 | CMT Music Awards                  | Male Video of the Year                 | Remember You Young                                                           | in afwachting | [ 49 ] |
| 2020 | CMT Music Awards                  | Collaborative Video of the Year        | Beer Can't Fix (met Jon Pardi)                                               | in afwachting | [ 49 ] |
| 2020 | Country Music Association Awards  | Male Vocalist of the Year              | Thomas Rhett                                                                 | in afwachting |        |
| 2020 | Country Music Association Awards  | Musical Event of the Year              | Be a Light (feat. Reba McEntire, Hillary Scott, Chris Tomlin en Keith Urban) | in afwachting |        |

## Discografie
Zie ook Discografie van Thomas Rhett

## Televisieoptredens
| Jaar       | Titel                                       | Rol                    | Opmerkingen                              |
| ---------- | ------------------------------------------- | ---------------------- | ---------------------------------------- |
| 2016       | CMT Crossroads                              | Zichzelf               | Naast Nick Jonas                         |
| 2016–heden | CMA Music Festival: Country's Night To Rock | Zichzelf/Co-host       | Naast Brett Eldredge en Kelsea Ballerini |
| 2017       | The Ranch                                   | Zichzelf               |                                          |
| 2018       | The Voice                                   | Zichzelf/Adviseur      | Seizoen 15: Team Kelly Clarkson          |
| 2019       | Saturday Night Live                         | Zichzelf/Muzikale gast | Seizoen 44: John Mulaney/Thomas Rhett    |
| 2019       | Kennedy Center Honors                       | Zichzelf               |                                          |

- Gemeinsame Normdatei: 1048167739
- International Standard Name Identifier: 0000 0004 2569 0159
- Library of Congress Control Number: no2013139205
- MusicBrainz: bca8bfc0-9d5b-449b-b713-914596f88d56
- Nationale Bibliotheek van Tsjechië: pag2018993273
- Virtual International Authority File: 306129812
- WorldCat: E39PBJtrW7GHd7xxbDJqvR7bVC